# 横口裂腹鱼
横口裂腹鱼（学名：Schizothorax plagiostomus）为鲤科裂腹鱼属的鱼类，俗名青波。分布于印度河、赫尔曼德河等上游支流以及西藏地区等，常见于河流干支流流水水体。该物种的模式产地在克什米尔的杰卢姆河。
它体长可达31公分。

## 扩展阅读
維基物種上的相關：横口裂腹鱼